# Château des Cèdres
Le château des Cèdres est situé rue de l'Église à Montfermeil, dans le département de la Seine-Saint-Denis.
Le château des Cèdres a été construit au XVIIe siècle par Néret, Trésorier de France. Il est vendu en 1736 à Anne-Marie de Nesmond, maîtresse du Duc de Montmorency. Au XIXe siècle, il a été la propriété de Madame de Fleurieu qui l'aménagea. Il est ensuite restauré par Jules Formigé.
Il sera racheté par la ville en 1994.